# Herinja vas
Herinja vas – wieś w Słowenii, w gminie miejskiej Novo mesto. W 2018 roku liczyła 114 mieszkańców. 